# Úplaz (Mała Fatra)
Úplaz (1450 m) – szczyt w południowo-wschodnim, krótkim grzbiecie Hromovego (1636 m) w paśmie górskim Mała Fatra w Centralnych Karpatach Zachodnich na Słowacji. Od zachodu stoki Úplazu opadają do doliny potoku o nazwie Úplazný potok, od wschodu do jednego z cieków Šútovskiego potoku.
Szczyt i stoki Úplazu są zalesione, trawiasty jest jedynie górny, krótki odcinek jego grzbietu opadający do siodła oddzielającego go od Hromovego. Nie prowadzi przez niego żaden szlak turystyczny, a opadające do Doliny Szutowskiej stoki wschodnie są objęte ochroną ścisłą (rezerwat przyrody Šútovská dolina). Stoki zachodnie natomiast trawersuje zakosami droga leśna, będąca również drogą dojazdową do schroniska Chata pod Chlebom.